# Tithaeus kokutnus
Tithaeus kokutnus is een hooiwagen uit de familie Tithaeidae. De originele naamcombinatie (protoniem) is Tithaeus kokutnus Suzuki, 1985. De huidige (vanaf 2023) geldig wetenschappelijke naam van Tithaeus kokutnus Gaat terug op Seisho Suzuki.